# WH史密斯
WH史密斯公司（WH Smith PLC，商业名称：WHSmith、WH Smith，简称：Smith's，原名：W. H. Smith & Son）是英國的一家零售企業，總部位於威爾特郡斯溫登。WH史密斯在高街、火車站、機場、港口、醫院、服務區等地經營連鎖便利店。WH史密斯創立於1792年，在1970年代開始大規模擴張。WH史密斯也是世界首家連鎖店。WH史密斯是倫敦證券交易所的上市公司，並且是FTSE250指數的成份股之一。2017年，WH史密斯慶祝了創業225週年。

## 外部連結
- Corporate website（页面存档备份，存于）
- Retail website （页面存档备份，存于）